# Cybaeus yoshidai
Espèce
Cybaeus yoshidai est une espèce d'araignées aranéomorphes de la famille des Cybaeidae.

## Distribution
Cette espèce est endémique de Honshū au Japon,. Elle se rencontre dans les préfectures d'Iwate,  de Miyagi et de Yamagata.

## Description
Le mâle holotype mesure 7,50 mm et la femelle paratype mesure 7,55 mm.

## Publication originale
- Ihara, 2004 : Descriptions of large- and medium-sized species of the genus Cybaeus (Araneae: Cybaeidae) from the Tohoku district, northern Honshu, Japan. Acta Arachnologica, vol. 53, no 1, p. 35-51 (texte intégral).